# Publio Licinio Craso (cónsul 97 a. C.)
Publio Licinio Craso (en latín, Publius Licinius M. f. P. n. Crassus; m. 87 a. C.) era un estadista y militar romano.

## Familia
Procedente de la rama de los Craso, de la célebre gens Licinia, nació del matrimonio entre Marco Licinio Craso y su esposa Tértula. Era hermano de Marco Licinio Craso - pretor en 107 a. C. 

## Carrera política
Fue el principal apoyo económico de la colonia Narbonensis - actual Narbona (Francia) - lo que convirtió a sus habitantes en sus leales clientes. Antes de convertirse en cónsul, probablemente cuando era edil curul, propuso la lex Licinia, citado por Gelio que limitaba el «lujo» de las mesas romanas, la cual acabaría siendo aprobada para sorpresa de ciertos senadores conocidos por su estilo de vida epicúrea. La fecha exacta de esta ley es incierta, pero es mencionada por el poeta Lucilio, que murió antes del consulado de Craso, que tuvo lugar en el año 97 a. C. La ley suntuaria de Craso comenzó a regir inmediatamente después de su publicación, y antes de que hubiera sido aprobada por el pueblo. Fue suprimida en la propuesta de Duronio en el año 98 a. C..
Durante su periodo de edil también propuso una ley para limitar la extravagancia de los juegos que se habían convertido en excesivamente grandes.
Durante su consulado los senadores prohibieron las artes ocultas y los sacrificios humanos. En su proconsulado en Hispania Ulterior (97 - 94 a. C.) derrotó a los lusitanos en combate, por lo que los senadores le recompensaron con un triunfo.
En la guerra Social del año 90 a. C. fue legado del cónsul Lucio Julio César.
En 89 a. C. obtuvo la censura con Lucio Julio César; durante su mandato prohibió el intercambio de vinos y cremas que vinieran de otros países, e incluyó en nuevas tribus a algunos latinos e itálicos, que fueron recompensados con la ciudadanía romana por su fidelidad a la República Romana. Habitó una casa muy humilde a pesar de su enorme riqueza. De su matrimonio nacieron Publio - que murió durante la guerra Social - Lucio - asesinado en 87 a. C. - y Marco, el célebre triunviro.
Tras el estallido del conflicto entre Mario y Sila adoptó una postura neutral a pesar de haber apoyado en el pasado al líder popularis. Cuando Mario conquistó la capital en 87 a. C. decidió acabar con su vida.